# Pehr Henrik Törngren
Pehr Henrik Törngren, född 29 oktober 1908 i Hedvig Eleonora församling, Stockholm, död 19 januari 1965 i Kungsholms församling, Stockholm, var en svensk läkare, psykoanalytiker, författare och översättare. Han var son till läkaren Conrad Törngren och Ingrid Jolin.  

## Biografi
Törngren blev medicine licentiat vid Karolinska institutet i Stockholm 1933, och bedrev därefter som praktiserande läkare psykologisk rådgivning i nämnda stad. Han blev redaktionssekreterare i Nordisk medicinsk tidskrift 1932 och i Nordisk medicin 1939, biträdande redaktör där från 1954. Han var sekreterare i Societas medica Scandinavica 1949–1954.
Törngren författade Psykoanalys och samhälle (1933), Striden om Freud (1936) och Moralsjukdomen (1940), samt medverkade med artiklar i tidningar, tidskrifter och uppslagsverk, däribland det biografiska uppslagsverket Svenska män och kvinnor. Han anses ha varit en av de allra mest briljanta svenska psykoanalytikerna under 1930- och 1940-talet, och Striden om Freud uppfattas som ett av de första teoretiska landmärkena av en svensk psykoanalytiker. Törngren översatte verk av Sigmund Freud och Thomas Mann, var en av redaktörerna för tidskriften och bokförlaget Spektrum, samt undervisade i mer än femton år vuxna vid Kursverksamheten i Stockholm. Törngren gick själv i analys hos Freuds elev Ludwig Jekels.
Efter att Törngren kritiserat psykoanalysen på ett sätt som inte ansågs tillåtet blev han utesluten ur Svenska psykoanalytiska sällskapet och därmed också ur International Psychoanalytical Association (IPA). Detta fick honom att se diskussionen om psykoanalysen och dess begränsningar som avslutad.
Törngren var i sitt första äktenskap gift med Disa Törngren åren 1933–1943, och fick tillsammans med henne sonen Erland (1938–2021).